# 47045 Seandaniel
47045 Seandaniel è un asteroide della fascia principale. Scoperto nel 1998, presenta un'orbita caratterizzata da un semiasse maggiore pari a 2,7969393 UA e da un'eccentricità di 0,0993020, inclinata di 4,84981° rispetto all'eclittica.